# IAS Itzehoer Airservice
IAS Itzehoer Airservice  ist eine deutsche Charterfluggesellschaft mit Sitz in Hohenlockstedt und Basis auf dem Flugplatz Itzehoe/Hungriger Wolf.

## Geschichte
Das Luftfahrt-Bundesamt (LBA) hat dem 2013 gegründeten Luftfahrtunternehmen am 1. September 2017 das Luftverkehrsbetreiberzeugnis (AOC) mit der Genehmigungsnummer D-387-EG ausgestellt. Die Genehmigung beinhaltet die Berechtigung mit einmotorigen, Turboprop-getriebenen Flugzeugen gewerbliche Passagier- und Frachtflüge nach Instrumentenflugregeln auch bei schlechtem Wetter und bei Nacht durchführen zu können. Die Rechtsgrundlage hierfür trat am 2. März 2017 mit einer Ergänzung (CAT SET-IMC) der Verordnung (EU) 965/2012 europaweit in Kraft.
In der Zeit zwischen März 2021 und November 2021 führte die Fluggesellschaft Flüge für die 2020 gegründete virtuelle Fluggesellschaft MeerExpress mit Sitz in Datteln durch. Diese führten vom Flugplatz Dinslaken/Schwarze Heide bei Essen auf die Ostfriesischen Inseln. Es wurden Dreiecksflüge über Norderney nach Juist durchgeführt. Im November 2021 stellte MeerExpress alle Flüge ein und am 17. Januar 2022 wurde das Unternehmen aufgelöst.

## Dienstleistungen
Das Unternehmen fliegt sowohl Passagiere als auch Fracht innerhalb Europas. Auch Absetzflüge für Fallschirmspringer und Fotoflüge werden durchgeführt. Die Cessna 208 Caravan mit dem Luftfahrzeugkennzeichen D-FUNK ist am Flugplatz Itzehoe/Hungriger Wolf stationiert. 

## Flotte

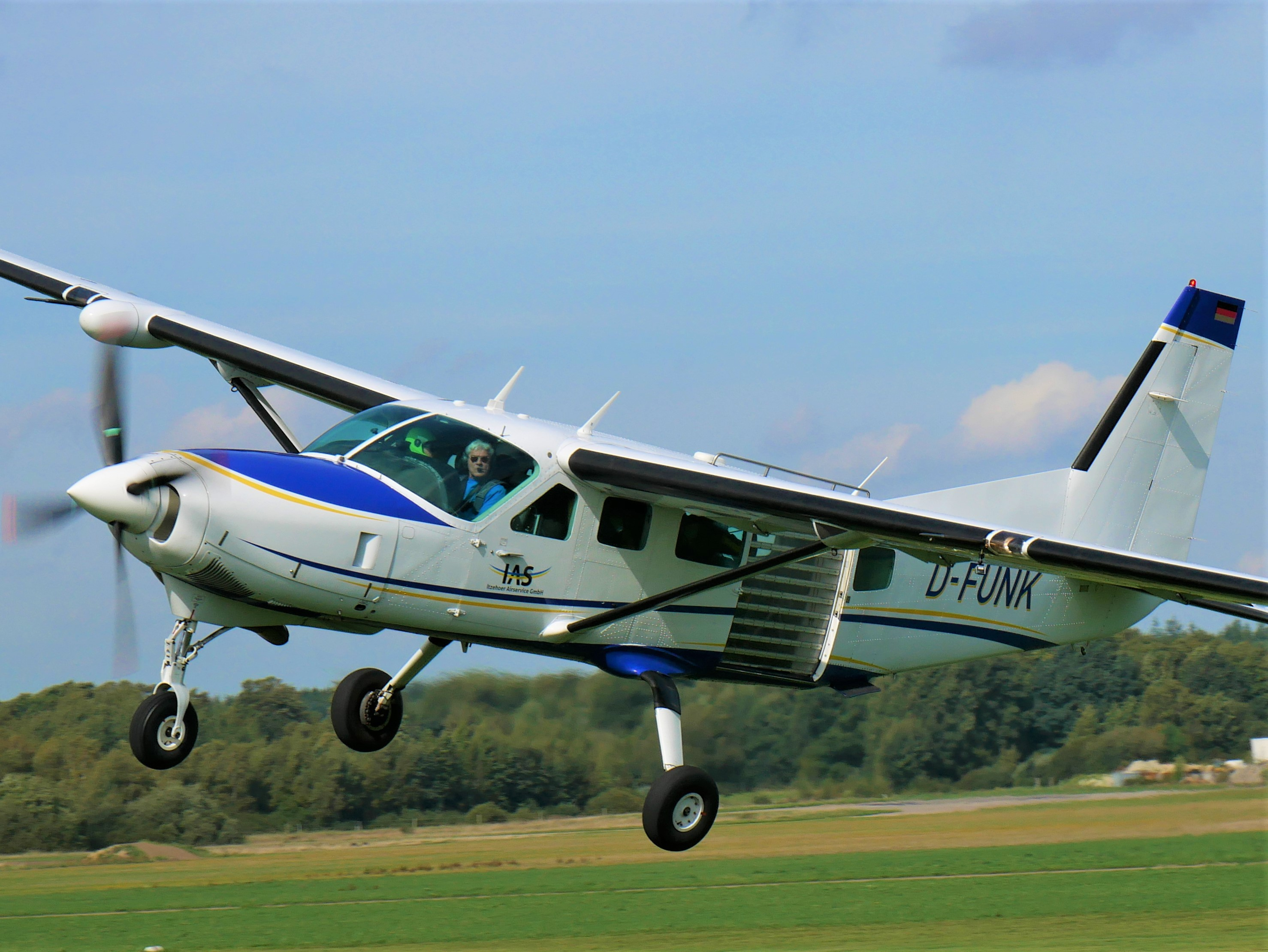
Cessna 208 Caravan, Kennzeichen D-FUNK, s/n 207-0407

Mit Stand April 2025 besteht die Flotte der IAS Itzehoer Airservice aus zwei Flugzeugen:
| Flugzeugtyp | Anzahl | Luftfahrzeugkennzeichen | Sitzplätze |
| ----------- | ------ | ----------------------- | ---------- |
| Cessna 208  | 2      | D-FUNK, D-FUNC          | 9          |
| Gesamt      | 2      |                         | 9          |